# 長野県警察部
長野県警察部（ながのけんけいさつぶ）は、戦前の内務省監督下の長野県が設置した府県警察部であり、長野県内を管轄区域とする。
1948年（昭和23年）3月6日に廃止となり、長野県警察部は国家地方警察長野県本部と長野市警察などの自治体警察に再編されることになった。

## 沿革
- 1875年（明治8年）12月　長野県庁に第四課を設置。
- 1876年（明治9年）8月　筑摩県を編入。
- 1880年（明治13年）4月　長野県警察本署に改称。
- 1886年（明治19年）7月　長野県警察本部に改称。
- 1890年（明治23年）10月　長野県警察部に改称。
- 1905年（明治38年）4月　長野県第四部に改称。
- 1907年（明治40年）7月　長野県警察部に改称。
- 1924年（大正13年）10月　特別高等警察課を設置。
- 1945年（昭和20年）10月　特別高等警察が廃止。

## 組織
1927年（昭和2年）時点
- 警務課
- 特別高等警察課
- 高等警察課
- 保安課
- 刑事課
- 衛生課
- 工場課
- 健康保険課

## 警察署

### 1881年時点
- 長野警察署（8分署）
- 飯山警察署（4分署）
- 上田警察署（5分署）
- 岩村田警察署（6分署）
- 松本警察署（9分署）
- 上諏訪警察署（3分署）
- 飯田警察署（7分署）
- 大町警察署（3分署）

### 1927年時点
- 臼田警察署
- 小諸警察署
- 上田警察署
- 上諏訪警察署
- 岡谷警察署
- 伊那警察署
- 飯田警察署
- 福島警察署
- 松本警察署
- 豊科警察署
- 篠ノ井警察署
- 須坂警察署
- 長野警察署
- 飯山警察署

## 歴代部長
| 代 | 官職名                 | 氏名         | 就任日         | 退任日         | 前職                                  | 後職                        | 備考                            |
| -- | ---------------------- | ------------ | -------------- | -------------- | ------------------------------------- | --------------------------- | ------------------------------- |
| -  | 二等警部 第四課長      | 重浦羨成     | 1876年12月11日 | 1879年2月7日   | 少属心得                              | -                           |                                 |
| -  | 二等警部 警保課長      | 重浦羨成     | 1879年2月7日   | 1880年4月12日  | -                                     | -                           |                                 |
| -  | 警察本署長             | 重浦羨成     | 1880年4月12日  | 1881年11月19日 | -                                     | -                           |                                 |
| 1  | 警部長 警察本署長      | 重浦羨成     | 1881年11月19日 | 1882年6月13日  | -                                     | 依願免本官                  |                                 |
| 2  | 警部長 警察本署長      | 皆川四郎     | 1882年6月13日  | 1883年11月2日  | 警部兼典獄                            | 依願免本官                  |                                 |
| 3  | 警部長 警察本署長      | 大野右仲     | 1883年12月27日 | 1886年7月20日  | 豊岡県出仕権参事                      | -                           |                                 |
| 3  | 警部長 警察本部長      | 大野右仲     | 1886年7月20日  | 1887年5月25日  | -                                     | 非職                        |                                 |
| 4  | 警部長 警察本部長      | 山田吉雄     | 1887年5月25日  | 1890年10月11日 | 島根県警部長                          | -                           |                                 |
| 4  | 警部長 警察部長        | 山田吉雄     | 1890年10月11日 | 1893年2月21日  | -                                     | 愛知県警部長                |                                 |
| 5  | 警部長 警察部長        | 雨宮克       | 1893年2月21日  | 1893年6月9日   | 群馬県警部長                          | 依願免本官                  |                                 |
| 6  | 警部長 警察部長        | 武田千代三郎 | 1893年6月9日   | 1894年12月15日 | 広島参事官・第一課長                  | 群馬県書記官                |                                 |
| 7  | 警部長 警察部長        | 戸田恒太郎   | 1894年12月15日 | 1896年8月25日  | 長野県参事官・第二課長                | 高知県警部長                |                                 |
| 8  | 警部長 警察部長        | 秋山久作     | 1896年8月25日  | 1897年4月26日  | 大阪区裁判所検事                      | 非職                        |                                 |
| 9  | 警部長 警察部長        | 小野木源次郎 | 1897年4月29日  | 1900年8月8日   | 北海道庁典獄                          | 岩手県警部長                |                                 |
| 10 | 警部長 警察部長        | 平井光長     | 1900年8月8日   | 1902年3月26日  | 岩手県警部長                          | 休職                        |                                 |
| 11 | 警部長 警察部長        | 藤崎虎二     | 1902年3月26日  | 1905年4月19日  | 青森県警部長                          | -                           |                                 |
| 11 | 事務官 第四部長 警務長 | 藤崎虎二     | 1905年4月19日  | 1906年7月28日  | -                                     | 静岡県事務官・第四部長      |                                 |
| 12 | 事務官 第四部長 警務長 | 神西由太郎   | 1906年7月28日  | 1907年7月13日  | 島根県事務官・第三部長                | 香川県事務官・警察部長      |                                 |
| 13 | 事務官 警察部長 警務長 | 堀田義次郎   | 1907年7月13日  | 1911年8月11日  | 島根県事務官・第四部長                | 三重県事務官                |                                 |
| 14 | 事務官 警察部長 警務長 | 田中千里     | 1911年8月11日  | 1913年6月13日  | 青森県事務官                          | 広島県警察部長              |                                 |
| 15 | 警察部長               | 森本泉       | 1913年6月13日  | 1913年11月5日  | 長野県事務官・学務課長                | 栃木県内務部長              |                                 |
| 16 | 警察部長               | 鯉沼巌       | 1913年11月5日  | 1914年6月9日   | 島根県警察部長                        | 休職                        |                                 |
| 17 | 警察部長               | 縣忍         | 1914年6月9日   | 1916年10月13日 | 北海道庁理事官                        | 兵庫県警察部長              |                                 |
| 18 | 警察部長               | 澤田竹治郎   | 1916年10月13日 | 1918年5月25日  | 岩手県警察部長                        | 行政裁判所評定官            |                                 |
| 19 | 警察部長               | 佐藤七太郎   | 1918年5月25日  | 1919年12月4日  | 佐賀県視学官                          | 朝鮮総督府慶尚北道第一部長  |                                 |
| 20 | 警察部長               | 田寺俊信     | 1919年12月4日  | 1922年10月16日 | 休職奈良県警察部長                    | 香川県内務部長              |                                 |
| 21 | 警察部長               | 村井八郎     | 1922年10月16日 | 1924年6月27日  | 新潟県視学官                          | 大分県警察部長              |                                 |
| 22 | 警察部長               | 落合慶四郎   | 1924年6月27日  | 1924年12月20日 | 三重県警察部長                        | 群馬県書記官・内務部長      |                                 |
| 23 | 書記官 警察部長        | 竹下豊次     | 1924年12月20日 | 1926年8月5日   |                                       | 依願免本官                  |                                 |
| 24 | 書記官 警察部長        | 藤岡長和     | 1926年8月5日   | 1927年5月17日  | 石川県書記官・警察部長                | 岐阜県書記官・警察部長      |                                 |
| 25 | 書記官 警察部長        | 土屋耕二     | 1927年5月17日  | 1928年5月30日  | 石川県書記官・警察部長                | 内閣印刷局書記官            |                                 |
| 26 | 書記官 警察部長        | 泊武治       | 1928年5月30日  | 1929年8月10日  | 徳島県書記官・警察部長                | 和歌山県書記官・内務部長    |                                 |
| 27 | 書記官 警察部長        | 佐藤正俊     | 1929年8月10日  | 1930年8月28日  | 秋田県書記官・警察部長                | 福岡県書記官・警察部長      |                                 |
| 28 | 書記官 警察部長        | 中里喜一     | 1930年8月28日  | 1931年12月24日 | 地方警視 福岡県警察部特別高等警察課長 | 福島県書記官・警察部長      |                                 |
| 29 | 書記官 警察部長        | 田中蔵六     | 1931年12月24日 | 1932年6月30日  | 石川県書記官・警察部長                | 広島県書記官・警察部長      |                                 |
| 30 | 書記官 警察部長        | 山本義章     | 1932年6月30日  | 1935年1月19日  | 地方事務官 大阪府工場課長             | 千葉県書記官・警察部長      |                                 |
| 31 | 書記官 警察部長        | 荒木義夫     | 1935年1月19日  | 1936年4月22日  | 山梨県書記官・警察部長                | 神奈川県書記官・警察部長    |                                 |
| 32 | 書記官 警察部長        | 西広忠雄     | 1936年4月22日  | 1938年7月2日   | 岐阜県書記官・警察部長                | 静岡県書記官・警察部長      |                                 |
| 33 | 書記官 警察部長        | 沼越正己     | 1938年7月2日   | 1940年12月16日 | 厚生書記官                            | 京都府書記官・警察部長      |                                 |
| 34 | 書記官 警察部長        | 豊原道也     | 1940年12月16日 | 1942年1月17日  | 茨城県書記官・経済部長                | 厚生書記官・住宅課長        |                                 |
| 35 | 書記官 警察部長        | 大森健治     | 1942年1月17日  | 1942年11月1日  | 大分県書記官・警察部長                | -                           |                                 |
| 35 | 部長 警察部長          | 大森健治     | 1942年11月1日  | 1944年8月2日   | -                                     | 内務書記官 警保局警務課長   |                                 |
| 36 | 部長 警察部長          | 高橋貢       | 1944年8月2日   | 1945年4月21日  | 情報局第二課長                        | 東京都書記官 防衛局企画課長 |                                 |
| 37 | 部長 警察部長          | 大貫元       | 1945年4月21日  | 1945年10月13日 | 樺太庁警察部長                        | 休職                        |                                 |
| 38 | 部長 警察部長          | 沖森源一     | 1945年10月13日 | 1945年10月27日 | -                                     | -                           | 兼任 本務：長野県部長・内政部長 |
| 39 | 部長 警察部長          | 岡田聡       | 1945年10月27日 | 1946年1月26日  | 香川県部長                            | 内務書記官 警保局公安課長   |                                 |
| 40 | 部長 警察部長          | 安田巌       | 1946年1月26日  | 1946年4月1日   | 内務書記官 警保局教養課長             | -                           |                                 |
| 40 | 地方事務官 警察部長    | 安田巌       | 1946年4月1日   | 1946年7月3日   | -                                     | 厚生省社会局庶務課長        |                                 |
| 41 | 地方事務官 警察部長    | 野々山重治   | 1946年7月3日   | 1947年5月2日   | 農林省農政局農政課長                  | 新潟県警察部長              |                                 |
| 42 | 地方事務官 警察部長    | 坂本智元     | 1947年5月2日   | 1948年2月10日  | 栃木県警察部長                        | 愛知県警察部長              |                                 |
| 43 | 地方事務官 警察部長    | 長野実       | 1948年2月10日  | 1948年3月6日   | 内務省消防課長                        | 長野県警察長                |                                 |

## 主な事件
- 警廃事件 - 1926年7月18日
- 農村青年社事件 - 1935年から1936年
- 長野県市田村一家7人殺害事件 - 1946年5月9日（未解決事件）
- 東条村強盗事件 - 1946年7月23日